# Pristomyrmex quadridentatus
Pristomyrmex quadridentatus é uma espécie de formiga do gênero Pristomyrmex, pertencente à subfamília Myrmicinae.